# Trofeo Matteotti 1989
Il Trofeo Matteotti 1989, quarantaquattresima edizione della corsa, si svolse il 23 luglio 1989 su un percorso di 216 km, con partenza e arrivo a Pescara, in Italia. La vittoria fu appannaggio dell'italiano Roberto Pelliconi, che completò il percorso in 5h28'16", alla media di 39,480 km/h, precedendo il connazionale Marco Vitali e l'australiano Edward Salas.

## Ordine d'arrivo (Top 10)
| Pos. | Corridore          | Squadra                   | Tempo    |
| ---- | ------------------ | ------------------------- | -------- |
| 1    | Roberto Pelliconi  | Polli-Mobiexport-Fanini   | 5h28'16" |
| 2    | Marco Vitali       | Atala-Ofmega              | s.t.     |
| 3    | Edward Salas       | Polli-Mobiexport-Fanini   | a 0'21"  |
| 4    | Michele Moro       | Selca                     | a 0'23"  |
| 5    | Stefano Giuliani   | Jolly Componibili-Club 88 | a 0'24"  |
| 6    | Gianluca Tonetti   | Gewiss-Bianchi            | a 0'35"  |
| 7    | Pierino Gavazzi    | Polli-Mobiexport-Fanini   | a 0'47"  |
| 8    | Francesco Cesarini | Ceramiche Ariostea        | s.t.     |
| 9    | Dmitrij Konyšev    | Alfa Lum                  | s.t.     |
| 10   | Deno Davie         | Carrera-Vagabond          | s.t.     |